# 小行星6123
小行星6123（6123 Aristoteles）是一颗绕太阳运转的小行星，为主小行星带小行星。该小行星于1987年9月19日发现。

## 轨道参数
小行星6123的轨道半长轴为2.3300095 UA，离心率为0.064。